# Casciana Terme Lari
Casciana Terme Lari és un comune (municipi) de la província de Pisa, a la regió italiana de la Toscana. L'1 de gener de 2018 la seva població era de 12.444 habitants.

## Geografia
Casciana Terme Lari limita amb els municipis de Capannoli, Cascina, Chianni, Crespina Lorenzana, Santa Luce, Ponsacco, Pontedera i Terricciola.

### Subdivisions
El municipi conté dotze frazioni (pobles o llogarets):
- Casciana Alta
- Casciana Terme
- Ceppato
- Cevoli
- Collemontanino
- Lari (seu municipal)
- Lavaiano
- Parlascio
- Perignano
- Sant'Ermo
- San Ruffino
- Usigliano

## Història
El municipi de Casciana Terme Lari va ser creat l'1 de gener de 2014 per la fusió dels antics municipis de Casciana Terme i Lari. La casa de la vila es troba a Lari.